# O Conciliador Fluminense
O Conciliador Fluminense foi um periódico publicado no Rio de Janeiro, então capital do Brasil, à época do Período Regencial.
Publicado em 1832.